# Razi Taliqani
Razi Taliqani, ou Riza Taliqani, est un enlumineur et peintre de la dynastie qajare. Il est particulièrement actif  sous les règnes de Nasseredin Shah et plus tard de Mozaffaredin Shah. Il est connu comme peintre de marges, entourant souvent des peintures des XVIe et XVIIe siècles. Ses signatures portent parfois le titre de Sani 'Humayun. En plus des pages d'album, il a décoré deux tables, l'une est aujourd'hui dans le palais du Golestan ; l'autre  a été réalisée pour Mirza 'Ali As'ar Khan Atabak (vizir sous les trois derniers souverains de la dynastie qajare). Il a réalisé le décor laqué de quelques  plumiers.

## Galerie

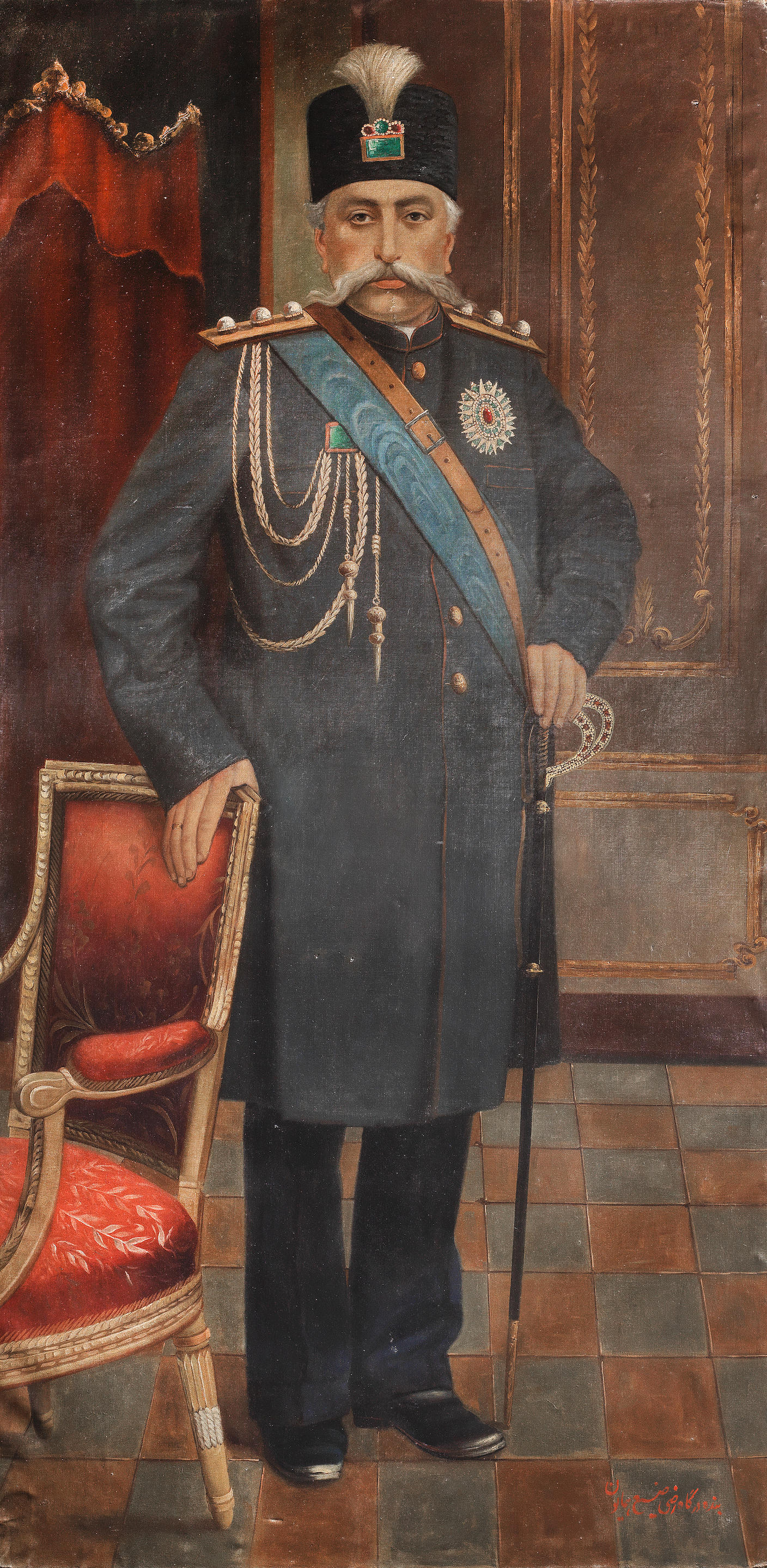
Portrait de Mozaffaredin Shah, entre 1896 et 1905 (seule peinture à l'huile sur toile connue de l'artiste).

Quelques œuvres attribuées à Razi Taliqani (travail sur les marges uniquement)
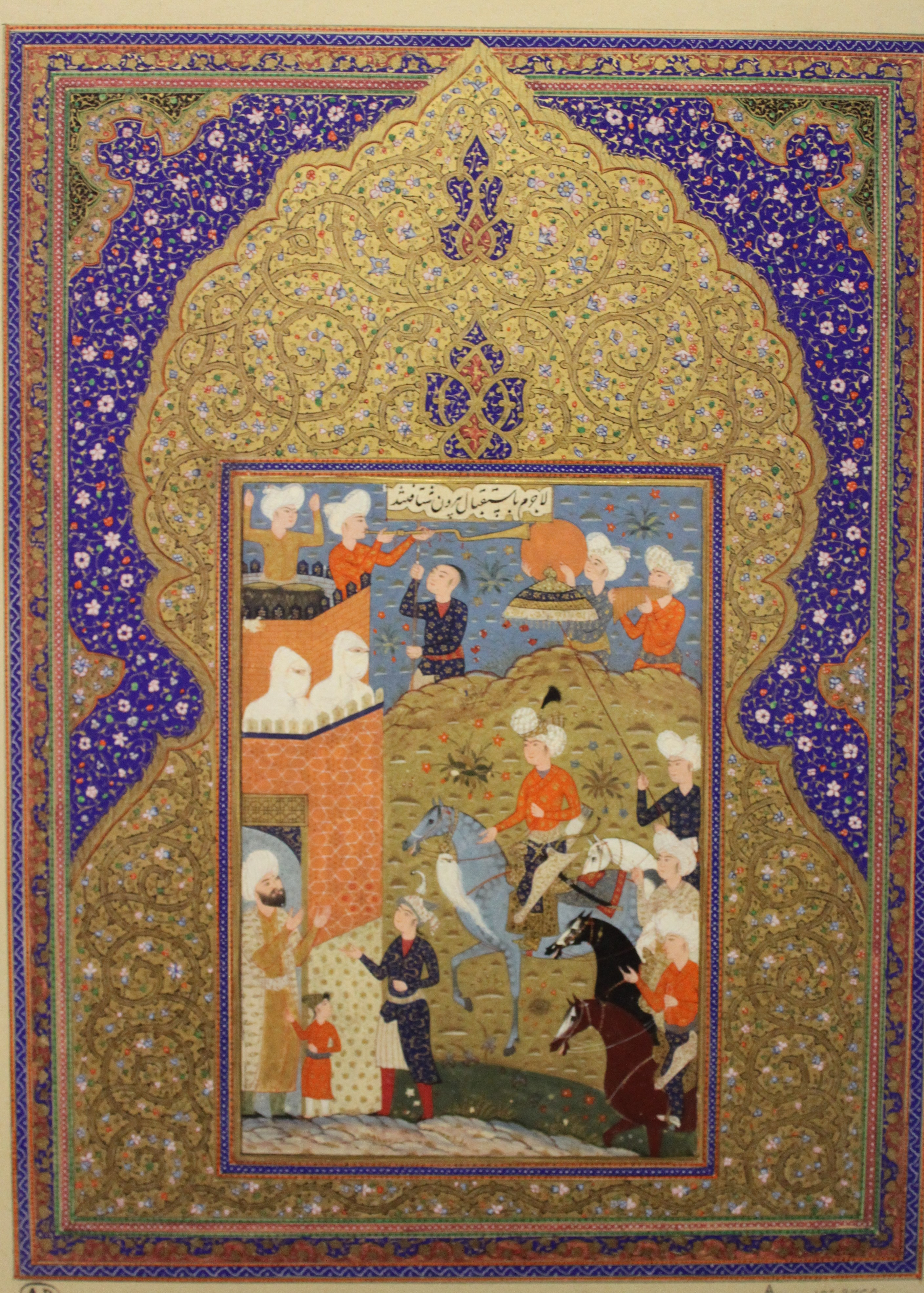
Arrivée d'un prince, musée du Louvre
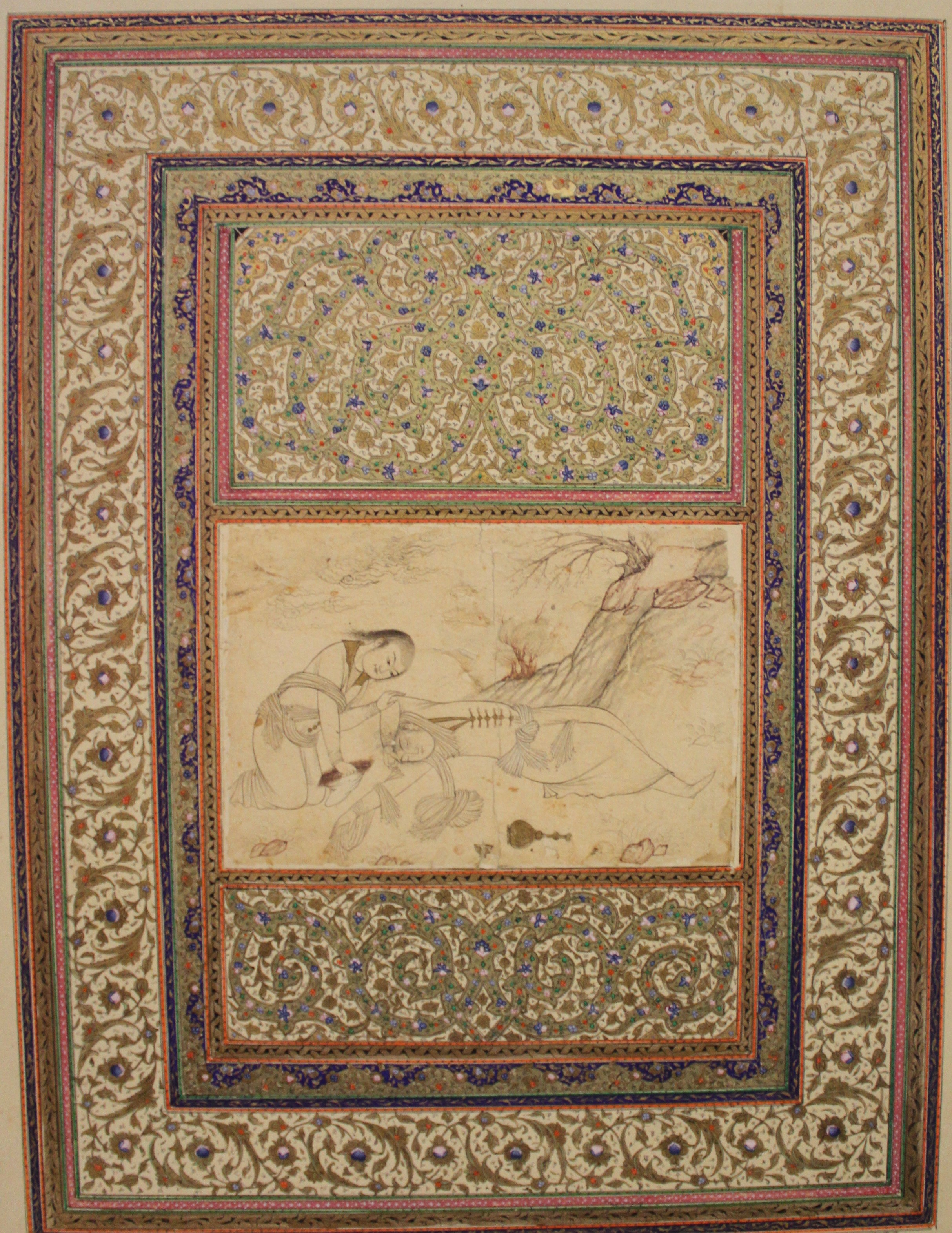
Jeune homme ivre et son compagnon, musée du Louvre.
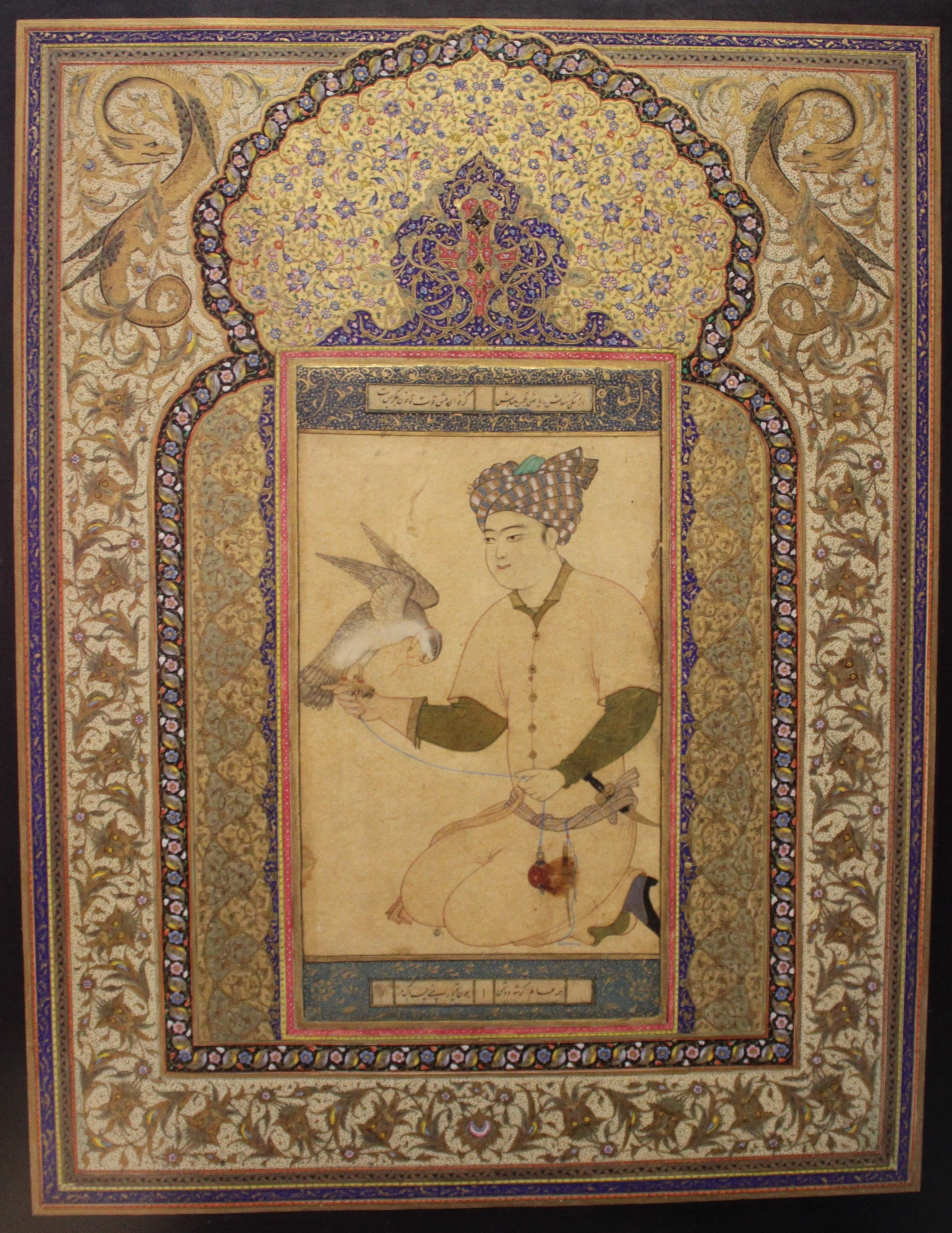
Jeune homme au faucon, musée du Louvre.